# Oliver Anderson
Pour les articles homonymes, voir Anderson.
Oliver Anderson, né le 30 avril 1998 à Brisbane, est un joueur de tennis australien, professionnel entre 2015 et 2016.

## Carrière
En 2014, il a joué plusieurs matchs lors de la Hopman Cup en tant que remplaçant.
Il se distingue début 2016 en se qualifiant pour le tournoi de Brisbane en éliminant Tim Smyczek, classé 109e mondial.
Non classé chez les juniors, il bénéficie d'une invitation pour disputer l'Open d'Australie dans cette catégorie. Grâce notamment à une victoire contre la tête de série no 1, le Hongrois Máté Valkusz, il se qualifie sans trop de mal pour la finale où il domine l'Ouzbek Jurabek Karimov (6-2, 1-6, 6-1).
En janvier 2017, il est accusé d'avoir truqué un match qu'il a joué en octobre 2016 lors du tournoi Challenger de Traralgon,. Il plaide coupable et se voit infliger une peine de 19 mois de suspension par l'International Tennis Integrity Agency (ITIA).
Il travaille ensuite dans le secteur du prêt-à-porter et lance une marque de vêtements.
Après huit ans d'absence, il réapparait en compétition en 2024 du côté de Mildura. En novembre, il remporte un tournoi ITF en Angola.